# NHK杯全日本カヌースラローム競技大会
全日本カヌースラローム競技大会（ぜんにほんカヌースラロームきょうぎたいかい）は、日本カヌー連盟が主催するカヌースラロームの全国大会である。毎年開催される。冠大会としてNHK杯としても実施される。日本カヌースラローム選手権大会と日本代表最終選考会も兼ねている。

## 概要
1978年に第1回大会を実施。実施種目は男女K-1（カヤック）と同C-1（カナディアン）の4種目。日本選手権としては4種目に加えて男女C-2と団体戦が行われる。2017年大会は初めてチケットが完全有料抽選制となった。2019年は東京五輪会場の葛西臨海公園特設会場で10月に開催。2023年はアジア選手権兼パリ五輪アジア予選を兼ね国際大会として実施した。2020年は岩手県奥州市で開催。大会の模様はEテレで中継される。

## 歴代優勝
| 年     | 回 | 男子K-1                  | 女子K-1                      | 男子C-1                    | 女子C-1                  |
| ------ | -- | ------------------------ | ---------------------------- | -------------------------- | ------------------------ |
| 2016年 | 39 |                          |                              | 羽根田卓也                 |                          |
| 2017年 | 40 |                          |                              | 羽根田卓也                 |                          |
| 2018年 | 41 |                          |                              | 羽根田卓也                 |                          |
| 2019年 | 42 | ミカル・スモーレン (USA) | マロリー・フランクリン (GBR) | ベンヤミン・サブセク (SLO) | ヌリア・ビラルブラ (ESP) |
| 2020年 | 43 | 武藤裕亮                 | 三島廉                       | 佐々木将汰                 | 三島廉                   |
| 2021年 | 44 | 足立和也                 | 矢澤亜季                     | 羽根田卓也                 | 矢澤亜季                 |
| 2022年 | 45 | 足立和也                 | 矢澤亜季                     | ミハル・マルティカン (SVK) | 矢澤亜季                 |
| 2023年 | 46 | 田中雄己                 | 李露 (CHN)                   | 羽根田卓也                 | 黄娟 (CHN)               |